# 加拿大联邦化
加拿大聯邦化（英語：Canadian Confederation）是指聯邦制的加拿大自治領最終在1867年7月1日建立的過程。當日三個英國殖民地成為新自治領的四個省份。原有的加拿大聯合省劃分為魁北克及安大略，並聯同新不伦瑞克及新斯科舍，四省成為新的加拿大自治領之省份。聯邦化之日被定为自治領日（Dominion Day），注意當時並非從英國獨立，而是建立了一個英國名下的「自治領」（Dominion），所以這一天在加拿大一直被稱為「自治領日」，而非「國慶節」。直到1982年，英國女王兼加拿大女王伊麗莎白二世簽署命令，將加拿大憲法修憲權移交加拿大國會，至此加拿大與英國的特殊關係終結，成為完全主權獨立的國家，7月1日這一天才被改稱為「加拿大日」，即中文中常俗稱的「加拿大國慶節」。所以雖然1867年7月1日常常被民眾以及媒體稱為「建國日」或「獨立日」，如2017年「建國150週年」，但嚴格來說是一種誤稱。
當時大英帝國立法（英屬北美法）決定將加拿大各省和各領地合併成爲一個聯邦制的自治領級別的殖民地。联邦制的設立由兩部法律完成，其中較早的一部《1867年英属北美法令》在加拿大被稱為《1867年憲法法令》。

## 联邦之父
聯邦的形成經過了一系列的統一會議，1867年的最後一次會議決定了後來通過的聯邦政體和自治領的憲法架構。參加這些會議的領袖人士在加拿大被稱作“联邦之父”，其中包括後來加拿大第一個總理，約翰·亞歷山大·麥克唐納。
1867年成立的聯邦後來又有擴張，主持這些領土併入加拿大的人士不稱爲“联邦之父”，而被尊為該省或領地的“創建人”（founders）。第一批非白人的創建人是7個因紐特人，在1999年帶領努纳武特脫離西北地方，成為獨立的省級行政區。

## 成員
名字、順序參看加拿大行政區劃列表。

## 其他
Confederation雖然在英語中也有「邦聯制」的意思，但在加拿大延伸出了一種特別的用法，常常指代此事件。所以「Canadian Confederation」並非指代不存在的「加拿大邦聯」，而是同樣指代此事件。